# Dicranomyia danica
Dicranomyia danica là một loài ruồi trong họ Limoniidae. Chúng phân bố ở miền Cổ bắc.